# Malleria argenteofulva
Malleria argenteofulva là một loài bướm đêm trong họ Crambidae.